# دامداری

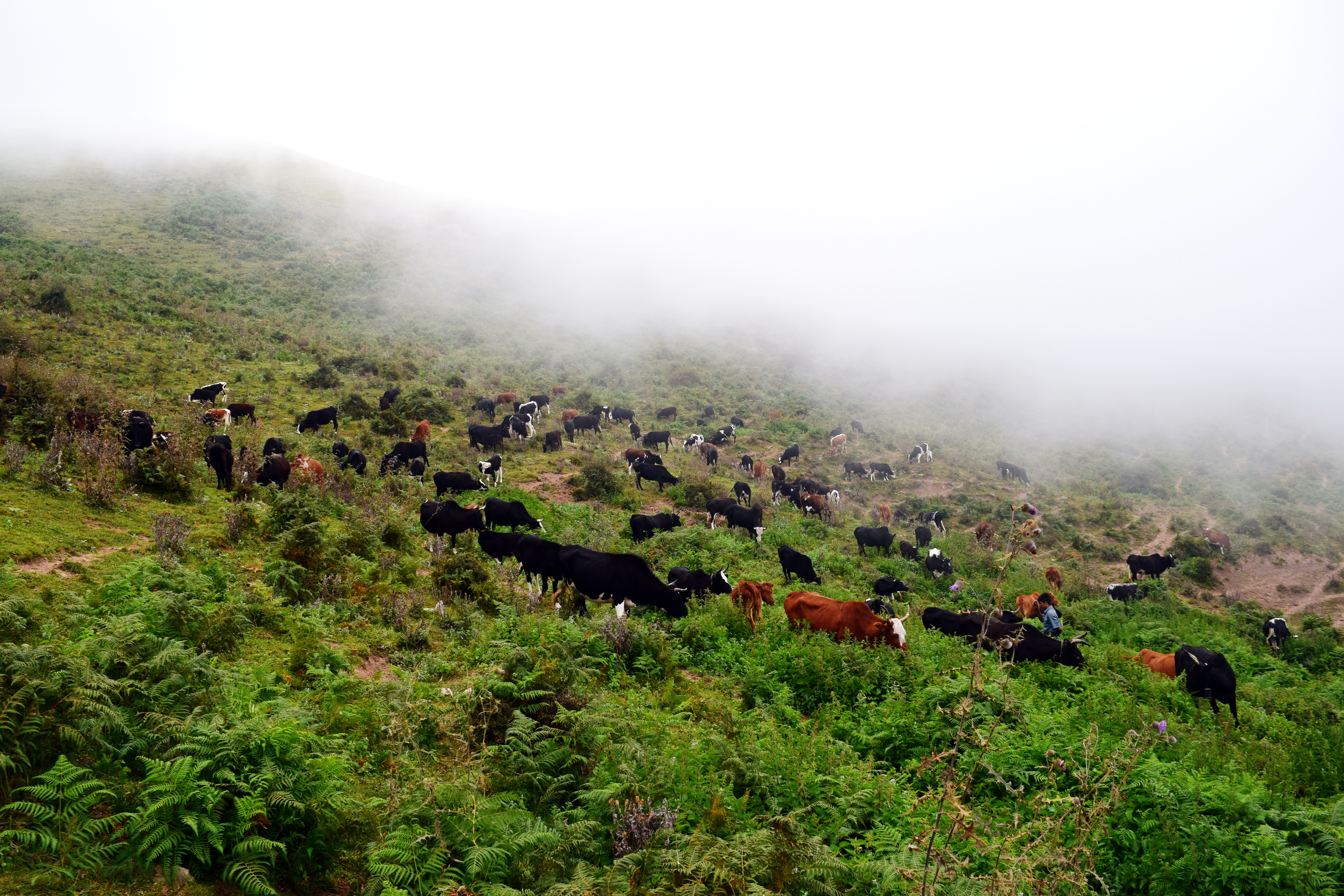
دامداری سنتی در استان مازندران

دامداری شاخه‌ای از کشاورزی است که با پرورش دام سروکار دارد. تفاوت دامداری با دامپروری این است که در دامداری بیشتر از چراگاه‌های تازه و منابع آب طبیعی استفاده می‌شود و اینکه در دامپروری تلاش بر این است که با بهره‌گیری از علوم نوین بهره‌وری را افزایش داد، ولی دامداری بر سنت مبتنی است.
سابقه دامداری به انقلاب نوسنگی می‌رسد.

## تفاوت دامداری سنتی و صنعتی
اولین و مهم‌ترین تفاوت دو شیوه دامداری صنعتی و سنتی میزان تولید گوشت آن‌ها است. در شیوه صنعتی با استفاده از روش‌های علمی و صنعتی و همچنین به کارگیری اصول تغذیه مناسب دام‌ها به سرعت رشد می‌کنند و بر وزن‌شان افزوده می‌شود. همین امر موجب می‌شود تا بازگشت سرمایه سرعت بیشتری داشته باشد و همچنین سود بیشتری نصیب مجموعه شود.
تفاوت دیگر این دو روش پرورش گوسفند نوع نگهداری است. در روش صنعتی دام را با توجه به موارد مد نظر مانند استفاده از شیر، گوشت، پوست و پشم پرورش می‌دهند و همین امر باعث می‌شود تا دام‌دار بتواند نیازهای دام به مواد غذایی و لازم برای تولید بیشتر را به خوبی در اختیار او قرار دهد در حالی که در روش دامداری سنتی این موارد به ندرت رعایت می‌شود.
شاید بتوان گفت که هزینه پایین مهم‌ترین مزیت دام‌داری سنتی در مقایسه با نوع صنعتی آن است. در روش سنتی، تغذیه و پرورش گوسفند با استفاده از علوفه مراتع و چراگاه‌ها انجام می‌شود که همین امر میزان بسیار زیادی از هزینه‌های نگهداری دام‌ها را کاهش می‌دهد. همچنین میزان تجهیزات موردنیاز و رعایت نکات بهداشتی در روش سنتی کمتر است که همین امر باز هم از هزینه‌ها می‌کاهد. مورد دیگری که در پایین بودن هزینه‌های دام‌داری‌های سنتی تأثیرگذار است، خانوادگی و فامیلی بودن این نوع کارها است. به همین دلیل و با توجه به شریک بودن افراد فامیل در این کار، هزینه‌های نیروی انسانی معمولاً لحاظ نمی‌شود.
آسیب‌پذیری در مقابل شیوع بیماری‌ها، مخصوصاً بیماری‌های واگیر در دام‌داری‌های صنعتی بیشتر است. تمرکز دام‌ها در محیط کوچک از مهم‌ترین عواملی است که به شیوع این بیماری‌ها دامن می‌زند پس رعایت نکات بهداشتی و هزینه انجام آن دیگر موردی است که می‌تواند بر میزان هزینه‌های روش صنعتی اضافه کند.

## زمینه
هر موجود زنده‌ای چه گیاهی و چه حیوانی جهت زنده ماندن به انرژی نیازمند است. موجودات زنده انرژی لازم برای ادامهٔ زندگی را یا از طریق فتوسنتز به‌دست می‌آورند یا از طریق تغذیهٔ مواد موجود در محیط پیرامون کسب می‌کنند.
بشر اولیه هم از ریشه و میوهٔ گیاهان و هم از شکار بعضی از حیوانات آبزی -که به‌وسیلهٔ دست شکار می‌کرد- تغذیه می‌کرده‌است. اهلی کردن حیوانات توسط بشر، یکی از اقدام‌های اساسی و مهم بوده که سبب تحول غذایی و بهبود تغذیهٔ وی گردیده‌است.
سگ اولین حیوانی بوده که در حدود ۱۲٬۰۰۰ سال قبل و به‌دنبال آن، گوسفند در حدود ۱۱٬۰۰۰ سال پیش توسط بشر اهلی شده‌اند.

## وابستگی
با پیشرفت تمدن، افزایش جمعیت و اطلاعات و دانش انسانی، بشر به حیوانات و تولید آن‌ها وابسته‌تر شده‌است؛ به‌طوری که امروزه دامپروری یکی از مهم‌ترین رشته‌های کشاورزی و تولیدات دامی یکی از عمده‌ترین و باارزش‌ترین فراورده‌های کشاورزی است و مردم به فراورده‌های دامی جهت تغذیه و تولید پوشاک بسیار نیازمند هستند. اهلی کردن حیوانات یکی از گام‌های عمده در پیشرفت زندگی از حالت بدوی به تمدن در بسیاری از طایفه‌های بشر اولیه است که سبب تبدیل زندگی ایلی و قبیله‌ای به زندگی شهری و شهرنشینی شده‌است. قبل از اهلی کردن حیوانات، بشر بدوی حیوانات را جهت استفاده از گوشت و پوست آن شکار می‌کرده‌است؛ پس از اهلی کردن سگ، از این حیوان جهت نگهبانی در شب و شکار استفاده نمود.